# جيسون كويلي
جيسون كويلي (بالإنجليزية: Jason Queally) مواليد 11 مايو 1970 في ستافوردشاير، إنجلترا، هو دراج إنجليزي في صنف سباق الدراجات على المضمار. شارك في دورة الألعاب الأولمبية الصيفية وفاز بميدالية أولمبية، كما فاز بميدالية في دورة ألعاب الكومنولث.

## الميداليات
| الميدالية | المسابقة                       |
| --------- | ------------------------------ |
| ذهبية     | الألعاب الأولمبية الصيفية 2000 |
| فضية      | الألعاب الأولمبية الصيفية 2000 |
| فضية      | دورة ألعاب الكومنولث 1998      |
| فضية      | دورة ألعاب الكومنولث 2002      |
| فضية      | دورة ألعاب الكومنولث 2006      |

## روابط خارجية
- جيسون كويلي على موقع الاتحاد الدولي للدراجات (الإنجليزية)
- جيسون كويلي على موقع أرشيف الدراجات (الإنجليزية)
- جيسون كويلي على موقع أوليمبيديا (الإنجليزية)
- جيسون كويلي على موقع اللجنة الأولمبية البريطانية (الإنجليزية)
- جيسون كويلي على موقع اتحاد ألعاب الكومنولث (مؤرشف) (الإنجليزية)
- جيسون كويلي على موقع دورة ألعاب الكومنولث 2006 (مؤرشف) (الإنجليزية)